# Presi-Rally
Die Presi-Rally war eine Großveranstaltung der deutschen Rocker-Szene, die zur Terminabsprache und zur Klärung von Problemen genutzt wurde. Sie fand von 1974 bis 1999 statt und bestand meist aus einer Sitzung der Präsidenten verschiedener Motorcycle Clubs und der eigentlichen Rally an der auch einfache Clubmitglieder teilnehmen konnten.

## Geschichte
Die Initiative zur gemeinsamen Terminabsprache ging vom Nürnberger Iron Horses MC aus, der zusammen mit den Frankfurter Lawmen die erste Sitzung veranstaltete. Die Sitzungen wurden genutzt, um gemeinsame Rally-Termine abzusprechen, aber auch interne Probleme zu regeln. Ab 1983 waren zwei Mitglieder der Rocker-Zeitschrift Bikers News anwesend, denen häufig die Gesprächsleitung übertragen wurde, die aber gleichzeitig auch oft kritisiert wurden. 1986 wurde im Anschluss an die Presi-Sitzung die Initiative zur Gründung der Biker Union ergriffen.
Die Besucherzahlen der Rally waren stark schwankend, so gab es Rallys mit bis zu 9.000 Besuchern, an denen bis zu 350 Motorcycle Clubs teilnahmen. In manchen Jahren fand auch nur eine Sitzung statt. Auf den Treffen war der Süden Deutschlands meist stärker vertreten, insbesondere die MCs des Bundeslands Bayern. Nach der Deutschen Wiedervereinigung gab es Bestrebungen, die ehemaligen Ostclubs ebenfalls zu integrieren, doch die veranstalten seit Jahren eine ähnliche Sitzung unter dem Namen Partyplanung Ost.
In den 1990er Jahren verlor die Rally immer mehr an Bedeutung. Für 1999 war eine Rally angekündigt, die vom MC Werratal aus Wasungen (Thüringen) ausgerichtet werden sollte. Regionale MCs aus den neuen Bundesländern verhinderten jedoch diese Rally, indem sie den ausrichtenden MC bedrohten. Hintergrund war vermutlich die Befürchtung, dass die MCs aus den alten Bundesländern versuchen würden, die regionalen Clubs durch Chapterbildungen zu verdrängen. Der MC Werratal sagte den Termin schließlich ab, so dass ab 1999 keine Rallys mehr stattfanden.

## Auflistung der Rallys
| Jahr | Veranstalter                                | Ort        | Besonderheiten                                                          |
| ---- | ------------------------------------------- | ---------- | ----------------------------------------------------------------------- |
| 1974 | Lawmen (Frankfurt) / Iron Horses (Nürnberg) | Frankfurt  | Erste Sitzung                                                           |
| 1975 | Red Bats                                    | Langen     |                                                                         |
| 1976 | Cavemen MC                                  | Ramstein   |                                                                         |
| 1977 | Ghost-Riders MC                             | Kitzingen  |                                                                         |
| 1978 | Bones MC/Gremium MC                         | Mannheim   |                                                                         |
| 1979 | Ghost-Riders MC                             | Kitzingen  |                                                                         |
| 1980 | Cavemen MC                                  | Ramstein   |                                                                         |
| 1981 | Cavemen MC                                  | Ramstein   | 3.000 Besucher                                                          |
| 1982 | Bones MC                                    | Mannheim   | 8.000 Besucher                                                          |
| 1983 | Gremium MC                                  | Mannheim   |                                                                         |
| 1984 | Bones MC                                    | Mannheim   |                                                                         |
| 1985 | Road Eagle MC                               | Allersberg |                                                                         |
| 1986 | Gremium MC                                  | Mannheim   |                                                                         |
| 1987 | Bones MC                                    | Mannheim   | nur Sitzung                                                             |
| 1988 | Bones MC                                    | Bonn       | nur Sitzung                                                             |
| 1989 | Road Eagle MC                               | Allersberg | 9.000 Teilnehmer                                                        |
| 1990 | Cavemen MC                                  | Ramstein   |                                                                         |
| 1991 | Bones MC                                    | Mannheim   | im Rahmen der German Bike Week                                          |
| 1992 | Skull Spiders MC/Scum MC                    | Mainhausen |                                                                         |
| 1993 | Trust MC                                    | Donauwörth |                                                                         |
| 1994 | Biker Union                                 | Karlsdorf  | Rally wurde kurzfristig abgesagt, lediglich 20 MCs bei Sitzung anwesend |
| 1995 | Gremium MC                                  | Mannheim   | nur Sitzung                                                             |
| 1996 | Cavemen MC                                  | Ramstein   |                                                                         |
| 1997 | Road Eagle                                  | Allersberg |                                                                         |
| 1998 | Grave Diggers MC                            | Thiersheim |                                                                         |
| 1999 | Ausfall der Veranstaltung                   |            |                                                                         |